# Władimir Kaminski
Władimir Władimirowicz Kaminski (ros. Владимир Владимирович Каминский, ur. 18 kwietnia 1950 w Mińsku) – radziecki kolarz szosowy, mistrz olimpijski oraz czterokrotny medalista mistrzostw świata.

## Kariera
Pierwszy sukces w karierze Władimir Kaminski osiągnął w 1974 roku, kiedy zdobył srebrny medal w drużynowej jeździe na czas na mistrzostwach świata w Montrealu. Wynik ten reprezentanci ZSRR z Kaminskim w składzie powtórzyli także podczas rozgrywanych rok później mistrzostw świata w Yvoir. W pierwszym przypadku partnerowali mu Walerij Czapłygin, Giennadij Komnatow i Rinat Szarafulin, a w 1975 roku stanął na podium razem z Aavo Pikkuusem, Giennadijem Komnatowem i Walerijem Czapłyginem. W 1976 roku wziął udział w igrzyskach olimpijskich w Montrealu, wspólnie z Walerijem Czapłyginem, Aavo Pikkuusem i Anatolijem Czukanowem zwyciężając w swej koronnej konkurencji. Reprezentacja ZSRR w tym samym składzie zwyciężyła także na mistrzostwach świata w San Cristóbal w 1977 roku, a razem z Aavo Pikkuusem, Władimirem Kuzniecowem i Algimantasem Guzevičiusem Kaminski zajął drugie miejsce na mistrzostwach w Kolonii w 1978 roku.